# Julián Hernández
Julián Hernández (* 1972 in Mexiko) ist ein mexikanischer Filmregisseur und Filmproduzent.

## Leben
Nach seiner Schulzeit in Mexiko-Stadt erhielt Hernández eine Ausbildung in Filmwissenschaften am Universitären Centrum für Filmstudien. Seit Anfang der 1990er drehte Hernández verschiedene Filme.
Der Film Mil Nubes - Liebessehnsucht (spanisch: Mil nubes de paz cercan el cielo, amor, jamás acabarás de ser amor) erhielt 2003 den Teddy Award. 2009 wurde der Film Raging Sun, Raging Sky ebenso mit dem Teddy Award in Berlin ausgezeichnet.

## Filmografie (Auswahl)
- 1992: Lenta mirada en torno a la búsqueda de seres a fines
- 1993: Por encima del abismo de la desesperación
- 1997: La sonrisa inútil de quien ha nacido para un solo destino
- 1998: Hubo un tiempo en que los sueños dieron paso a las largas noches de insomnio
- 2000: La vida es tan hermosa aún
- 2000: Rubato lamentoso
- 2001: El dolor
- 2002: Los ríos en tiempo de lluvias
- 2003: Mil nubes de paz cercan el cielo, amor, jamás acabarás de ser amor
- 2007: Bramadero [Kurzfilm]
- 2007: El cielo dividido („Broken Sky“)
- 2009: Rabioso sol, rabioso cielo („Raging Sun, Raging Sky“)
- 2013: Yo soy la felicidad de este mundo („Ich bin das Glück dieser Erde“)
- 2024: Dämonen der Dämmerung (Los demonios del amanecer)

## Preise und Auszeichnungen (Auswahl)
- 2003: Teddy Award für Bester Spielfilm Mil Nubes - Liebessehnsucht (Mil nubes de paz cercan el cielo, amor, jamás acabarás de ser amor)
- 2009: Teddy Award für Bester Spielfilm Raging Sun, Raging Sky